# Zuzana Chytková
Mgr. Zuzana Chytková Ph.D. (* 1980, Jihlava) je česká odbornice na marketing. Zabývá se především na výzkum symbolických, sociohistorických a kulturních aspektů spotřeby.
Vystudovala marketing a průzkum trhu na Univerzitě v Pise, kde získala evropský doktorát. V rámci doktorského studia působila též na univerzitách v Dánsku a ve Francii (Université Lille 2 Droit et Santé a na Syddansk Universitet), se kterými spolupracuje na projektech týkajících se imigrace a zdraví. Od roku 2010 působí jako odborná asistentka na katedře marketingu VŠE v Praze. V současné době též působí jako předsedkyně Centra sociálního marketingu. Je autorkou řady odborných publikací a členkou rady Marketingového Institutu, který si klade za cíl spojit obor marketingu v ČR a propojit ho s akademickou sférou. Publikovala v českých i mezinárodních odborných periodikách jako Advances in Consumer Research; Consumption, Markets and Culture nebo Research in Consumer Behavior.

## Vzdělání
- 1999 – 2003: Vysoké učení technické v Brně,Bc., Economy and Management
- 2003 – 2006: Università di Pisa, MSc., Marketing and Market Research
- 2007 – 2010: Università di Pisa, European Ph.D., Business Administration[3]

## Publikační činnost
- Tahal, Chytková, Novinský: The Effect of Socioeconomic Classes on the Subjective Perception of Economic Situation, Aug 2016, Studia Commercialia Bratislavensia.
- Chytková, Brogård Kristensen: The Health-related Market in Czech Republic and Denmark: An Exploration of Consumption Experiences, Jan 2016, Central European Business Review.
- Chytková, Černá, Karlíček: Marketing and the Symbolic Value of a Performing Arts Institution: The Case Study of the Czech National Theatre, Jan 2015.
- Karlíček, Chytková, Tyll, Mohelská: Barriers of marketing effectiveness and efficiency within companies: A qualitative study, Dec 2014, E a M: Ekonomie a Management.
- Askegaard, Ordabayeva, Chandon, Werle, Chytková: Moralities in food and health research, Nov 2014, Journal of Marketing Management.
- Karlíček, Chytková, Fischer: The Role of Marketing in Corporations within the Post Communist Context: Perceptions of Marketing Managers in Czech Corporations, Jul 2013, Studia Commercialia Bratislavensia.
- Karlíček, Chytková, Hořejš, Fischer: The role of marketing in multinational subsidiaries: Standardization versus localization, Jan 2013, E a M: Ekonomie a Management.
- Chytková, Černá, Karlíček: Segmenting the Performing Arts Markets: The Case of Czech National Theater Attenders’ Motivations, SEptember 2012.
- Chytková, Kjeldgaard: Is consumer culture good for women? A study of the role of consumer culture in disadvantaged women's gender role negotiation, Jan 2012.
- Chytková, Kjeldgaard: The Modern Woman Myth as a means of Cosmopolitan Cultural Capital Accumulation: A Gendered Acculturation Perspective, Nov 2011, Research in Consumer Behavior.
- Chytková, Consumer acculturation, gender, and food: Romanian women in Italy between tradition and modernity, Sep 2011, Consumption Markets and Culture.
- Chytková, Karlíček, Hrkal: Social marketing programs aimed at healthy lifestyle: Possible theoretical approaches, Jan 2011.
- Karlíček, Chytková, Postler: Actual Challenges of Marketing and Their Implications for the Czech Academic Sphere, Jan 2011[4].